# IC 5213
IC 5213 — галактика типу S? (спіральна галактика) у сузір'ї Тукан.
Цей об'єкт міститься в оригінальній редакції індексного каталогу.